# Transports de Martigny et Régions
Die Transports de Martigny et Régions (TMR) sind eine Verkehrsgesellschaft im Kanton Wallis in der Schweiz. Sie betreibt den Mont-Blanc Express und den Saint-Bernard Express.

## Unternehmen
Die Transports de Martigny et Régions entstanden rückwirkend per 1. Januar 2000 aus der Fusion der Bahngesellschaften Martigny–Châtelard (MC) und der Martigny–Orsières (MO). Die Bahnlinien der Martigny-Châtelard-Bahn und der Martigny-Orsières-Bahn unterscheiden sich stark voneinander; sind deshalb auch unter der Transports de Martigny et Régions betrieblich getrennt und verfügen über kein gemeinsames Rollmaterial, da sie unter anderem nicht dieselbe Spurweite besitzen.
Seit 2003 sind die Transports de Martigny et Régions mit 30 % an der Tochtergesellschaft Regionalps beteiligt, zusammen mit den Schweizerischen Bundesbahnen (SBB). Unter der Regionalps verkehren im Wallis Nahverkehrszüge der SBB und die normalspurigen Züge der Transports de Martigny et Régions respektive der ehemaligen Martigny-Orsières-Bahn.
Die Gesellschaft betreibt einen Lkw-Güterverkehr mit eigenen Lastautos in die abgelegenen Ortschaften. Heute betreibt das Unternehmen mehrere Buslinien für den Tourismus und über den St-Bernhard. Der Name dieser Tochtergesellschaft ist: Octodure & Orsières Transports.

## Bahnbetrieb
Das Streckennetz der Transports de Martigny et Régions misst addiert 43,81 km und gliedert sich aufgrund unterschiedlicher Spurweiten in zwei Teilnetze, die von zwei Verkehrslinien bedient werden.

### Mont-Blanc Express

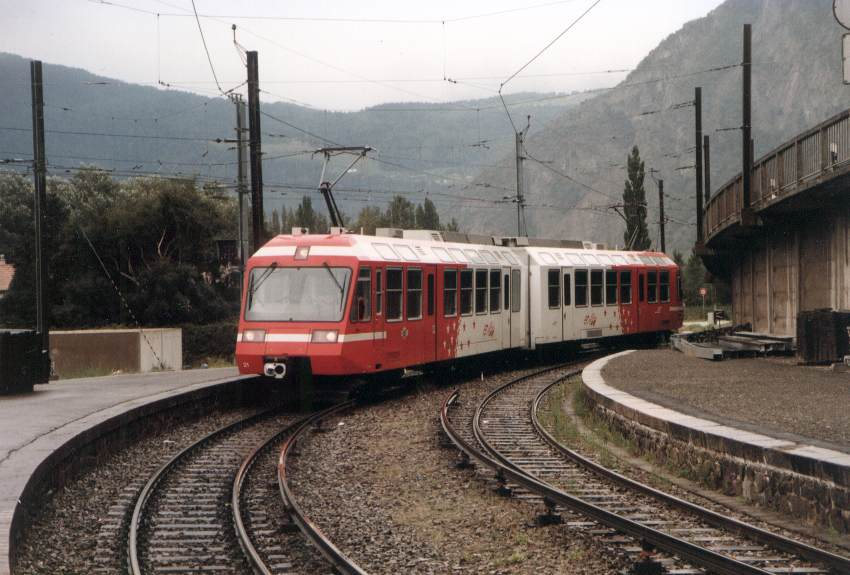
Ein moderner Triebwagen der MC in Vernayaz – zu beachten ist die Elektrifizierung: sowohl Oberleitung (für die Strecke von Martigny her) als auch seitliche Stromschiene (für die Strecke nach Salvan)

Die Martigny-Châtelard-Bahn (MC), auch Mont-Blanc Express, ist eine Schmalspurbahn mit Zahnstangen-Abschnitten und fährt von Martigny über Vernayaz, Salvan VS, Marécottes, Finhaut im Vallée du Trient hinauf nach Le Châtelard VS und wurde 1906 als elektrifizierte Strecke eröffnet. Ungewöhnlich für die Schweiz erfolgt die Stromversorgung (inzwischen nur noch auf Teilabschnitten) über eine separate Stromschiene neben den Schienen. Ab Châtelard wird die Strecke von der französischen Staatseisenbahn (SNCF) via Chamonix nach Saint-Gervais weiter betrieben.

### Saint-Bernard Express

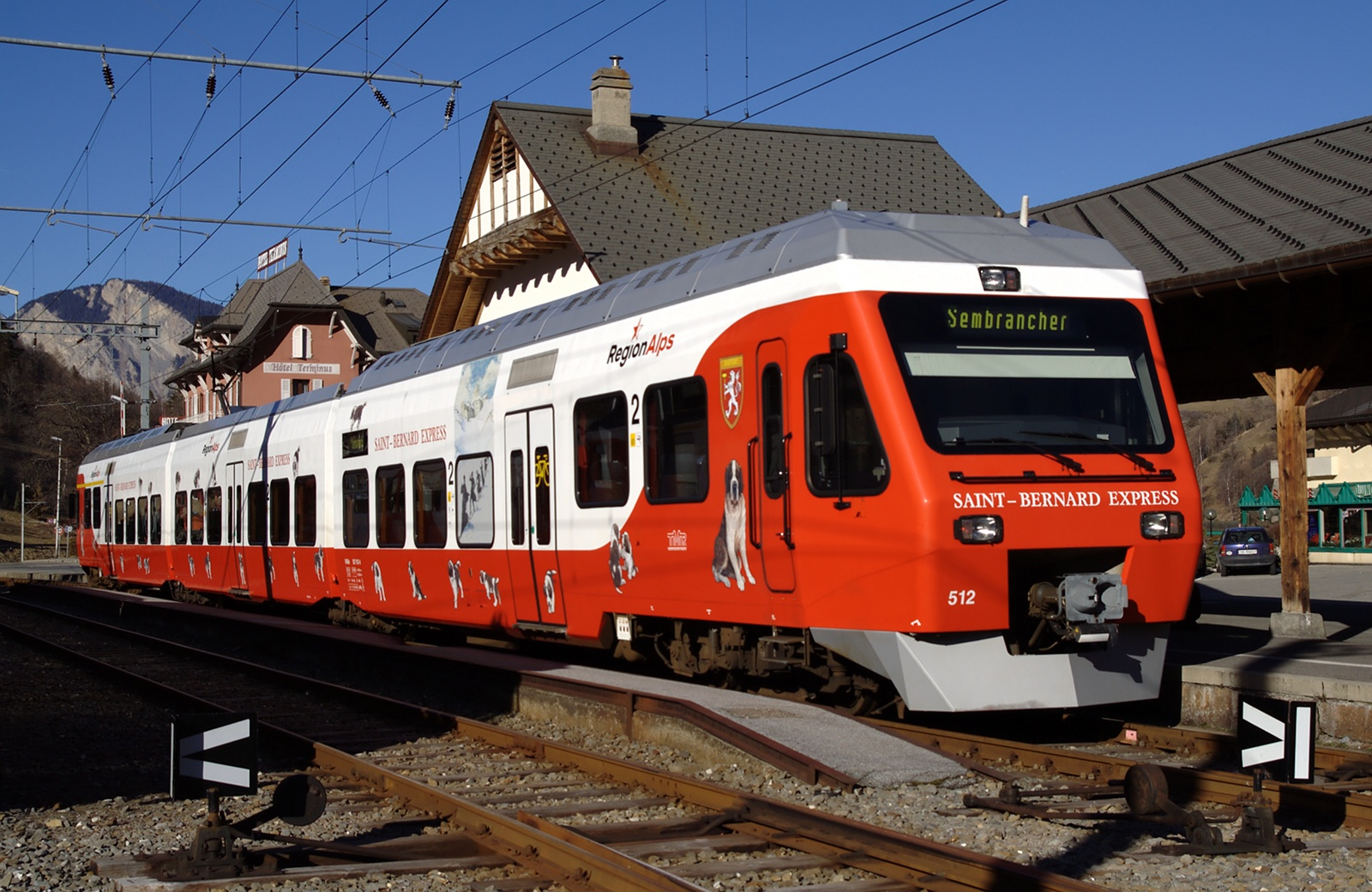
RABe 527 "NINA" in Orsières im Jahre 2008

Die Martigny-Orsières-Bahn (MO), auch Saint-Bernard Express, ist eine normalspurige Eisenbahn von Martigny über Sembrancher nach Orsières mit einer Stichstrecke von Sembrancher nach Le Châble. Die Strecke von Martigny nach Orsières wurde 1910, die Zweiglinie nach Le Châble 1953 eröffnet. Zunächst dominierte der Gütertransport für den Bau eines Kraftwerks für die Aluminiumproduktion (nie durchgeführte Planung von 1856). Seit den 70er Jahren boomt der Tourismus mit Skizügen.

### Rollmaterial
Da sich die beiden Bahnstrecken der Transports de Martigny et Régions in der Spurweite unterscheiden, besteht kein gemeinsames Rollmaterial. Die Mehrheit des aktiven Rollmaterials stammt aus der Zeit vor der Fusion zur Transports de Martigny et Régions im Jahre 2000 und ist in den entsprechenden Artikeln aufgeführt.
Unter der Transports de Martigny et Régions wurden als erstes neue Fahrzeuge für die Bahnstrecken der ehemaligen Martigny-Orsières-Bahn beschafft, welche inzwischen an die Regionalps übergegangen sind:
- TMR RABe 527 511–513 (2002) «NINA» heute RABe 525 039–041

Weitere Neubeschaffungen betreffen nur noch die Schmalspur und die normalspurige Infrastruktur (Baudienst):
- "Ameise" Tm 237 554 (Prototyp von 1995, gekauft 2005), Normalspur
- Beh 4/8 71–72 (2011) erbaut von Stadler Rail, entsprechen den Z851 bis 856 der SNCF, aber zusätzlich mit Zahnradantrieb, TSI-Nr.: 90 85 838 0871-6 und 90 85 838 0872-4
- Beh 4/8 Z891 (2025) erbaut von Stadler Rail, TMR und SNCF bestellten gemeinsam eine Serie von sieben Fahrzeugen für die gesamte grenzüberschreitenden Strecke

## Film
- Bettina Bansbach, Regie: Mit dem Zug durchs Rhône- und Aostatal. (Deutschland, Schweiz, SWR, 2005, 26 Min.)